# Schloss Steinhausen

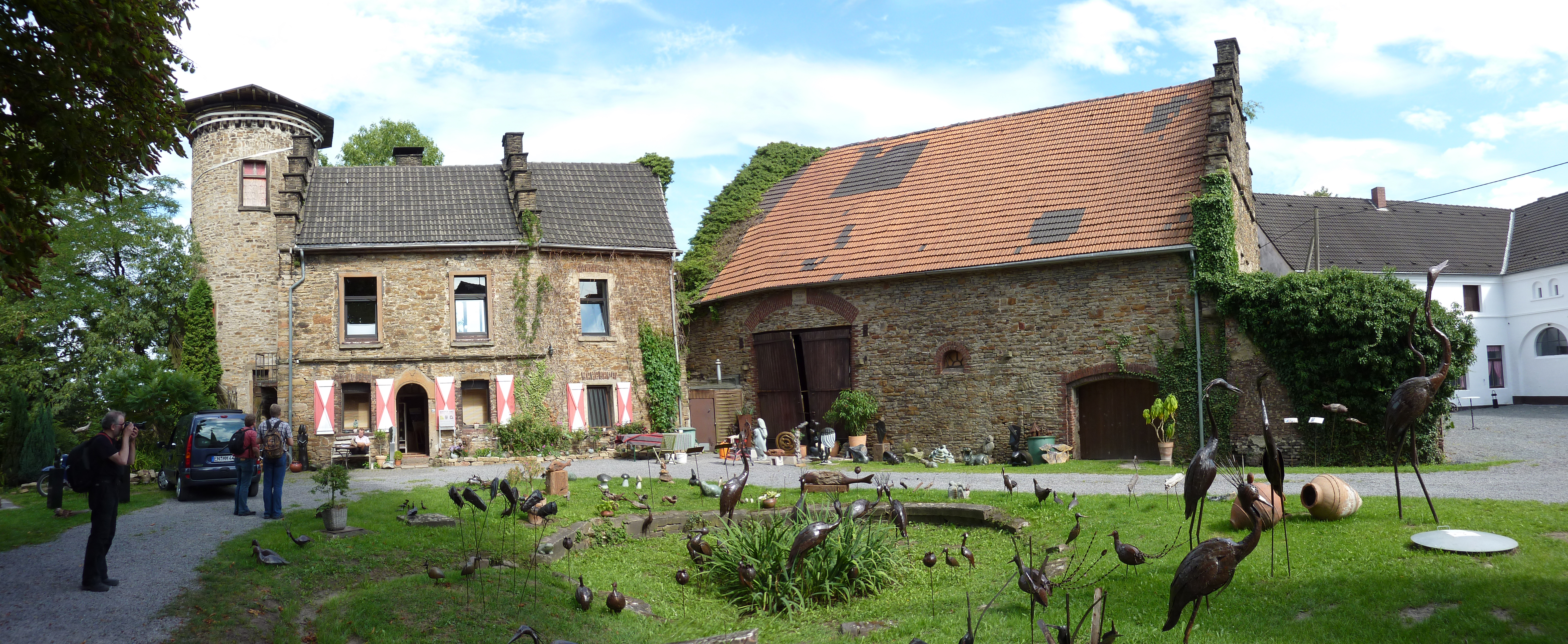
Schlossturm und Wohnhaus der Anlage

Das Schloss Steinhausen steht am Bergbauwanderweg Muttental im Wittener Stadtteil Bommern südlich der Ruhr. Sein Wahrzeichen ist ein Rundturm an der Ostseite des Schlossareals, dem derzeit der Helm fehlt.
Im 13. Jahrhundert von den Herren von Witten erbaut, diente es zur Sicherung eines Ruhrübergangs. Durch Heirat kam das Anwesen im 15. Jahrhundert an die Familie Staël von Holstein und blieb für nahezu drei Jahrhunderte in ihrem Besitz, ehe es an die Freiherren von Elverfeldt überging. Nach schnell aufeinander folgenden Besitzerwechseln während des 19. Jahrhunderts erwarb 1893 der Wittener Unternehmer Friedrich Wilhelm Dünkelberg das Gebäudeensemble und ließ es im Stil des Historismus umfassend verändern. Er gab ihm damit sein heutiges Aussehen.
In der Schlossanlage sind heute unter anderem ein Restaurant und Künstlerateliers beheimatet. Es kann nur von außen besichtigt werden. Der kleine Schlosspark ist jedoch der Öffentlichkeit zugänglich.

## Geschichte

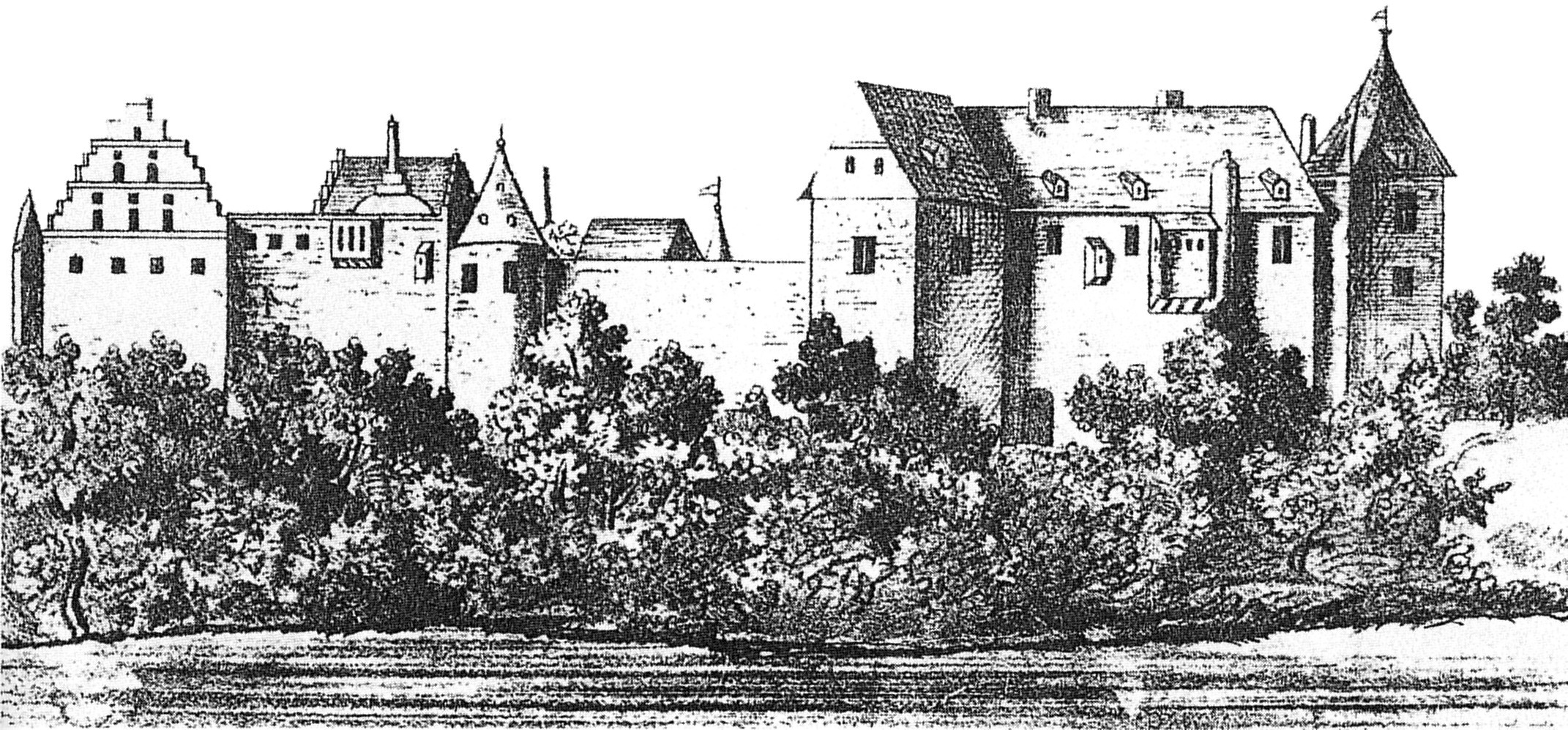
Zustand der Anlage um 1650, Zeichnung Jakob Staël von Holsteins

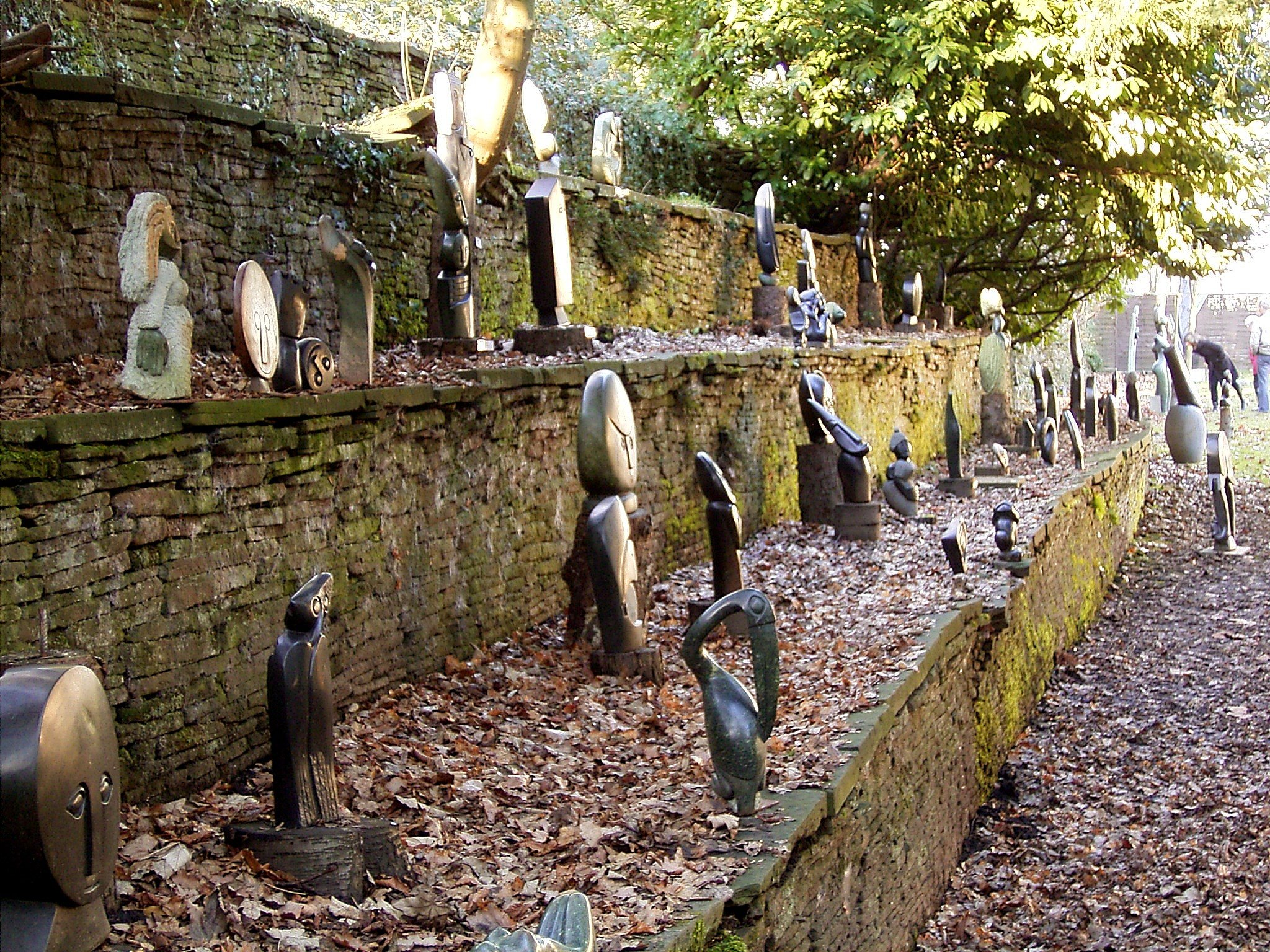
Shona-Skulpturen im Park

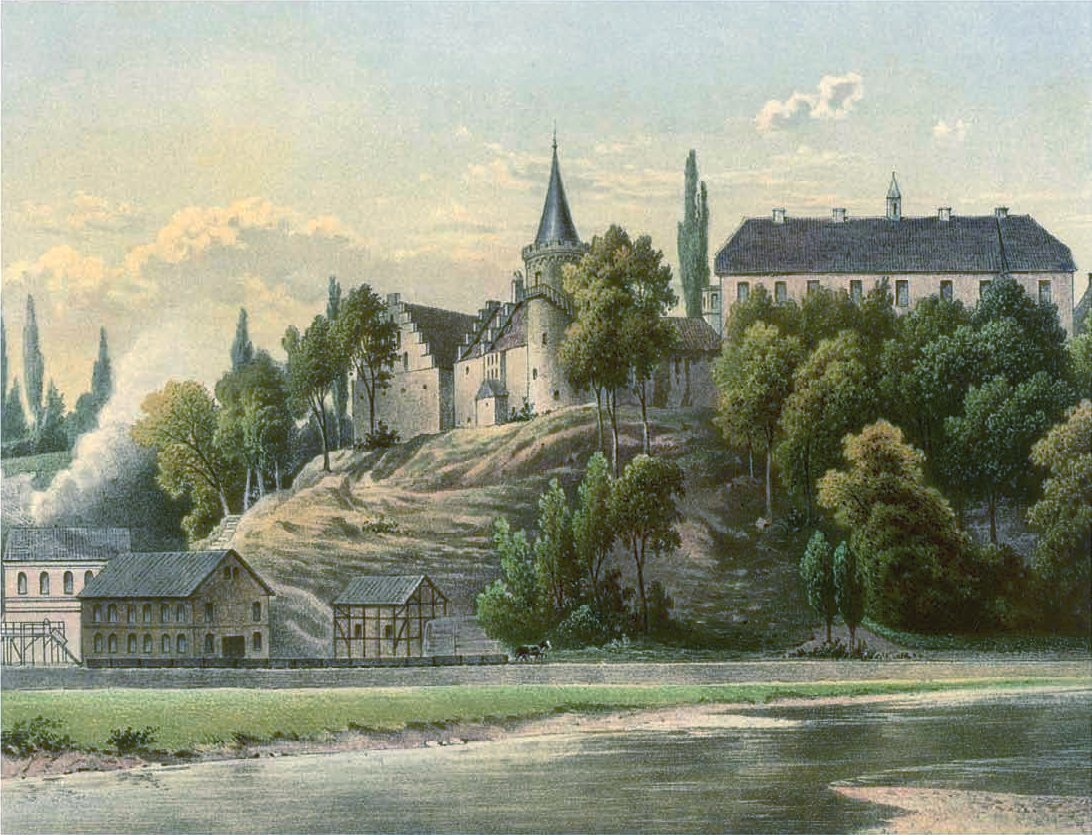
Schloss Steinhausen

Schloss Steinhausen geht auf eine ehemalige Höhenburg zurück, die 1297 erstmals urkundlich erwähnt wurde. Sie war im Besitz der Herren von Witten, von denen Hermann und Everhard die ersten Namensträger dieses Geschlechts sind und 1248 im Dienst des Grafen Dietrich von Altena-Isenberg standen. Sie waren damit betraut, die Sicherheit einer Furt und Fähre über die Ruhr zu gewährleisten. Zu diesem Zweck baute Everhards Sohn, Bernhard von Witten, gegen Ende des 13. Jahrhunderts am Ufer der Ruhr ein in Urkunden als Steenhus erwähntes festes Haus. Von diesem Steenhus erhielt die heutige Anlage ihren Namen. Durch eine Teilungsurkunde von 1321 ist das Aussehen der damaligen Burg überliefert. Demnach handelte es sich um eine stattliche Doppelburganlage, zu der auch eine Privatkapelle gehörte. Diese Burg wurde jedoch 1434 von Truppen der Reichsstadt Dortmund, bestehend aus 700 Landsknechten und 20 Reitern, zerstört. Rötger von Witten (auch Rotger) ließ daraufhin um das Jahr 1470 am gegenüberliegenden Ufer der Ruhr das heutige Haus Witten – damals noch Burg Berge genannt – errichten.
Durch Heirat der Erbtochter Jutta mit Lutter Staël von Holstein kam der Rittersitz Steinhausen 1464 an dessen Familie. 1529 ließ Hardenberg Staël von Holstein, der dort einen Kohlebergbau betrieb, die Anlage neu errichten. Ein Nachfahr Hardenbergs, der Hildesheimer Domherr Robert Staël von Holstein, ließ 1607, gemeinsam mit einem weithin sichtbaren Turm, ein Stufengiebelhaus erbauen. Nach Aussterben der Familie im Mannesstamm waren das Freifräulein Helena Margareta und ihre Nichte Maria Helena, beide Stiftsdamen in Asbeck, die letzten Mitglieder der Linie Staël von Holstein zu Steinhausen. Sie verschenkten den Besitz 1732 an ihren Neffen, den Freiherrn Friedrich Christian von Elverfeldt.
1810 ließ Levin von Elverfeldt auf dem Areal ein neues Herrenhaus im klassizistischen Stil errichten. Seine Nachkommen veräußerten die Anlage 1851 an die zwei holländischen Fabrikanten Jan Jakob van Braam und Gerrit Vriese, denen die Familien Fromberg und den Tex als Besitzer folgten. 1893 erwarb der Wittener Bauunternehmer Friedrich Wilhelm Dünkelberg das Schloss und die dazugehörigen Ländereien. Er ließ die gesamte Anlage gemäß dem damaligen Geschmack im Stil des Historismus zu einem romantischen Rittergut verändern und gab den Gebäuden damit ihre heutige Form. Von der Familie Dünkelberg kam die Anlage durch Heirat schließlich an die Familie Oberste-Frielinghaus, die immer noch Eigentümerin ist.
Von 2004 bis Mai 2009 wurde das Stufengiebelhaus vom Heimat- und Geschichtsverein Bommern genutzt, der im Obergeschoss seine Arbeits- und Archivräume hatte. Im Erdgeschoss betrieb er das „Heimatstübchen“ mit einer Ausstellung von Gegenständen aus der Bommeraner Geschichte.
Das Herrenhaus dient seit 2001 als Restaurant. Auch der ehemaligen Kuhstall wird als Event-Location genutzt, während weitere Räume des Ensembles als Künstlerateliers genutzt werden. Im Schlosspark sowie in einem angrenzenden ehemaligen Wirtschaftsgebäude ist seit Mai 2002 eine Dauerausstellung von Shona-Skulpturen aus dem südafrikanischen Simbabwe zu sehen, darunter auch Werke des Künstlers Raymond Chataira.

## Beschreibung

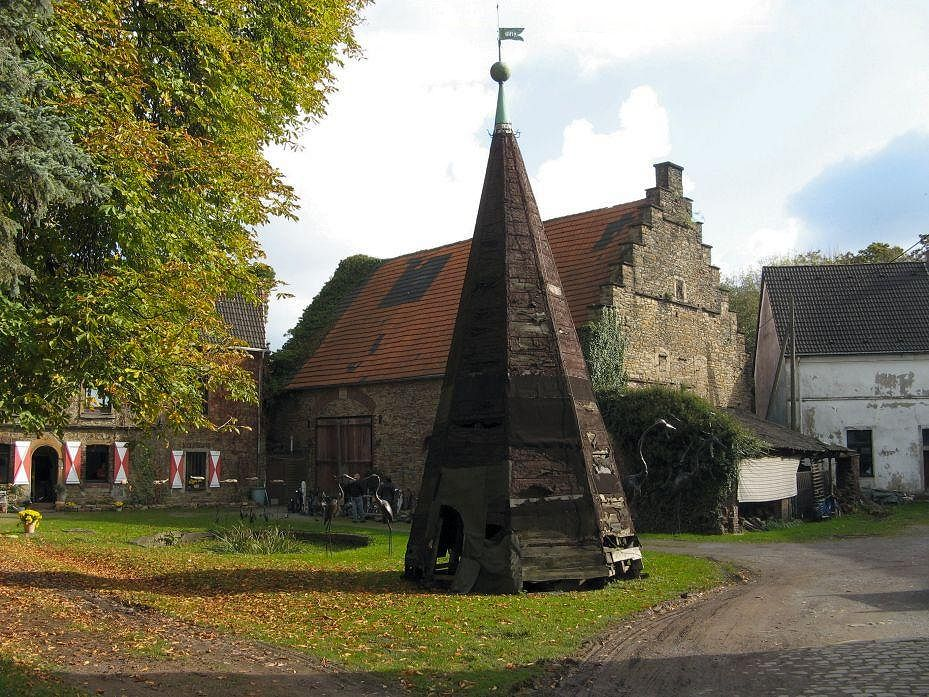
Der marode Turmhelm im Hof

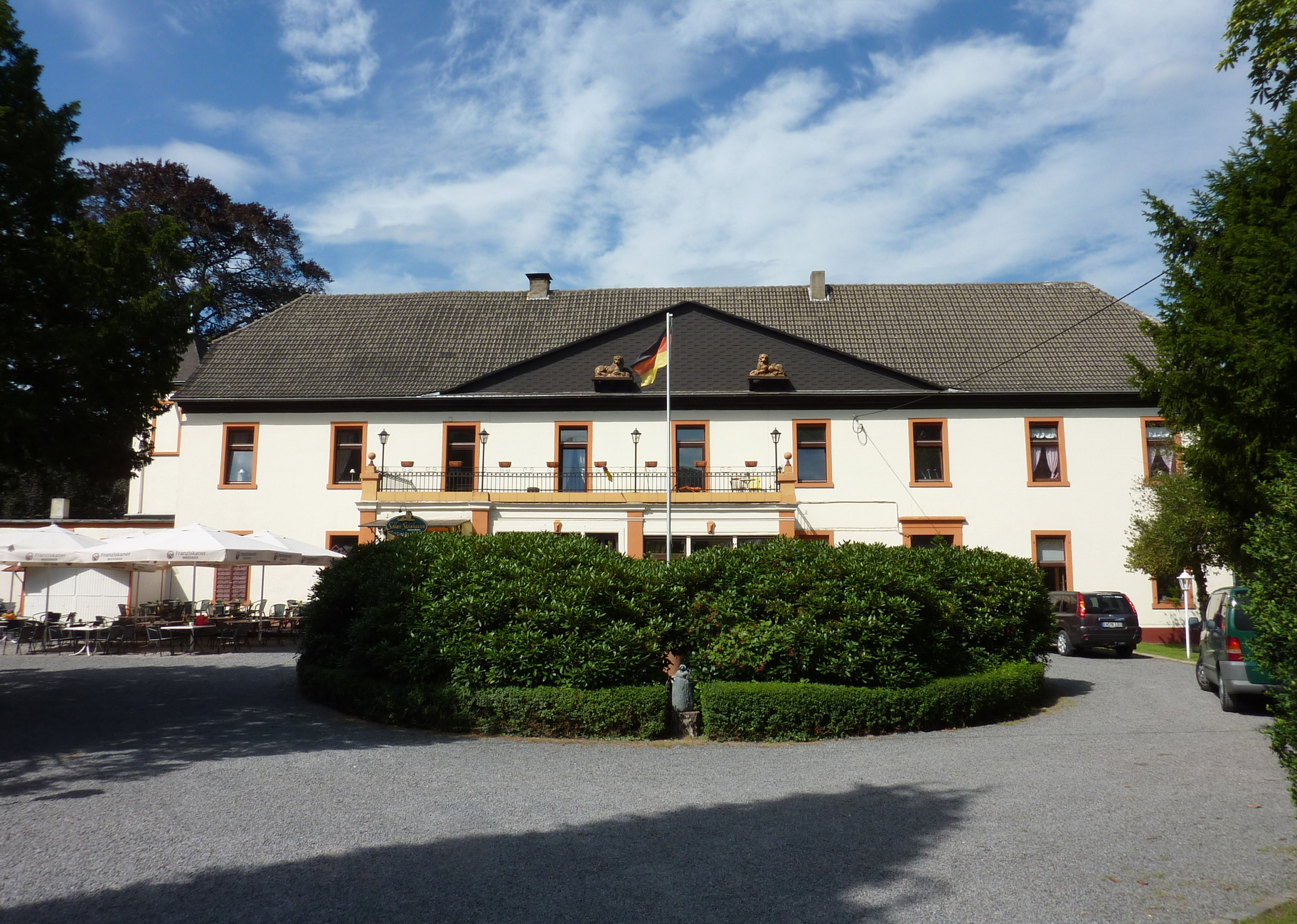
Das Herrenhaus

Die heutige Schlossanlage besteht aus mehreren Gebäuden. Der Süden des Areals wird von einem dreiflügeligen Putzbau mit Satteldach eingenommen, der einst als Stall diente.
An der Ostseite steht ein dreigeschossiger Turm auf kreisrundem Grundriss, dessen unterer Teil aus dem Mittelalter stammt. Sein oberer Abschnitt stammt samt der Treppe, die sich außen spiralförmig um den Turm windet, aus dem 19. Jahrhundert. Der Bau besaß früher einen polygonalen Helm mit Wetterfahne, der aber 1999 aus Sicherheitsgründen abgetragen werden musste. Dachhaut und Gebälk waren morsch, und der Turm zeigte Bergbauschäden. Seither steht der Helm im Hof des Schlosses. Der im Juni 2005 eigens gegründete Freundeskreis Schloss Steinhausen bemühte sich lange Zeit um Spenden und öffentliche Fördergelder für die Restaurierung des Turms und seines Dachs, deren Kosten auf 156.000 Euro geschätzt werden, nach der Auflösung des Vereins sind die Pläne dazu jedoch vorerst zurückgestellt.
Dem Turm schließt sich in südöstlicher Richtung ein Wohnhaus mit Bruchsteinmauerwerk an, dessen auffälligstes Merkmal seine Stufengiebel sind. Es wurde wahrscheinlich auf den Fundamenten eines älteren Palas errichtet und besitzt nachgotischen Formenschmuck, wie zum Beispiel ein Gesims mit Eierstabprofil. Der nördliche Teil des zweigeschossigen Gebäudes ist renaissancezeitlich, während der südliche Teil eine Erweiterung aus der Zeit um 1800 ist. Über dem rundbogigen Eingang an der Westseite findet sich ein Wappen und die Datierung „1.2.1607“ sowie die Inschrift: „Robbert Stael von Holstein, Thumbcuster zu Hildesheim hat mich erbaut.“ Im stumpfen Winkel schließt sich am Südende des Erweiterungsbaus ein Wirtschaftsgebäude aus Bruchstein an, das von einem ziegelgedeckten Satteldach abgeschlossen wird. Seine Ursprünge sind wohl mittelalterlich, jedoch sind seine Treppengiebel eine Zutat des 19. Jahrhunderts.
Im Norden des Areals findet sich das zweigeschossige Herrenhaus mit Krüppelwalmdach. Es ist durch Fenster in neun Achsen gegliedert. Seine älteste Bausubstanz ist mittelalterlich, andere Teile stammen aus dem 16. und 17. Jahrhundert. 1810 im Stil des Klassizismus umfassend verändert, erfuhr das Gebäude ab 1899 eine erneute Umgestaltung. Aus dieser Zeit stammen das Vestibül, das Treppenhaus, die Veranda und westliche Anbauten im Stil des Historismus.
An der nordöstlichen Ecke des Herrenhauses steht die historistische Schlosskapelle. Im Kern aus dem Jahr 1648 stammend, erfuhr sie 1904 eine grundlegende Umgestaltung nach dem damals herrschenden Geschmacks des Jugendstils. In ihrem Inneren sind alte Grabplatten aus dem 15. bis 18. Jahrhundert zu sehen, darunter auch der Grabstein Hardenberg Staël von Holsteins.